# Тарарин, Сергей Петрович
Сергей Петрович Тарарин (род. 18 июля 1972 года) — российский дирижёр, пианист, органист.

## Биография
Сергей Петрович Тарарин родился 18 июля 1972 года. В 1990 году с отличием окончил Хоровое училище имени М. И. Глинки, где его педагогами были Елена Евгеньевна Лопатина (по классу дирижирования) и Галина Андреевна Быстрова (по классу фортепиано). С 1993 по 1995 год также стажировался в классе симфонического дирижирования профессора Эдуарда Серова.
В 1995 году окончил кафедру хорового дирижирования Санкт-Петербургской консерватории имени Н. А. Римского-Корсакова, где учился у Татьяны Ивановны Хитровой.
В 2000 году Сергей получил второе образование в СПбГК, окончив кафедру оперно-симфонического дирижирования, где его преподавателями были Виктор Андреевич Федотов в классе оперно-симфонического дирижирования и Нина Ивановна Оксентян в классе органа.

## Карьера
С 1993 по 1995 год работал хормейстером в Хоре немецкой музыки Санкт-Петербурга. С 1996 по 2001 год был хормейстером Студенческого хора Санкт-Петербургского Государственного Университета. С 1996 по 2007 год работал в Гимназии № 56 Санкт-Петербурга в качестве руководителя хора мальчиков, принимал активное участие во внедрении новой системы организации процесса обучения музыке в общеобразовательной школе.
С 2004 по 2007 год вёл класс хорового дирижирования на факультете музыки Российского Государственного Педагогического Университета им. А. И. Герцена.
С 1999 по 2006 год Тарарин был главным дирижёром Санкт-Петербургского государственного музыкального театра «Карамболь». В последующие годы Сергей Петрович периодически выступал в качестве дирижёра-постановщика.
Обозреватель «Петербургского театрального журнала» Марина Каминская так охарактеризовала работу Тарарина в мюзикле «Мэри Поппинс, до свидания!», который в 2004 году был номинирован на высшую театральную премию России «Золотая маска»:
Точно найденный, выдержанный от начала до конца ритм и темп спектакля — во многом заслуга дирижера Сергея Тарарина. Под его действительно «чутким руководством», оркестр держал сценическое действие в отменном тонусе, играл в согласии с исполнителями, создавая ауру мюзикла ликующей энергией живого звука.Марина Каминская, «Петербургский театральный журнал»
С 2005 по 2009 год Тарарин в качестве приглашённого дирижёра работал в мексиканских оркестрах «Orquesta Sinfonica San Luis Potosi», «Stravaganza» и «Камерата». С 2007 по 2009 год работал в институте искусств штата Сан Луис Потоси (Мексика). В 2008 году принимал участие в 8 международном фестивале «Viva Vivaldi» (Мехико), руководил постановкой оперы Г. Ф. Генделя «Ацис и Галатея» (Национальный центр искусств, Мехико), проводил мастер-классы в рамках 11 национального хорового симпозиума Мексики.
Также работал с Государственной академической хоровой капеллой имени А. А. Юрлова, Оркестром популярной классической музыки (Санкт-Петербург), Академическим симфоническим оркестром им. В. И. Сафонова (Кисловодск), Томским академическим симфоническим оркестром, оркестром «Viva Vivaldi», оркестром RTSH (Албания), оркестр RTV Slovenija (Словения), в Театре оперы и балета им. Римского-Корсакова (Санкт-Петербург), Театре оперы и балета республики Коми (Сыктывкар), Театре оперы и балета Бурятии.
Выступал также как пианист, органист и концертмейстер в России, Германии, Эстонии, Мексике.
Как концертмейстер является лауреатом международного конкурса. Принимал участие в работе жюри музыкальных конкурсов.
Является автором ряда музыкальных произведений и аранжировок.
С 2009 года является дирижёром Симфонического оркестра Москвы «Русская филармония», с которым провёл множество концертов в крупнейших залах России, а также на гастролях в Австрии (Вена, Hofburg, Ehrbaarsaal), Омане (Маскат, Королевский театр Royal Opera House), Турции (Бодрум).

## Награды
- Знак губернатора Санкт-Петербурга «За гуманизацию школы Санкт-Петербурга» (1997).
- Медаль «В память 300-летия Санкт-Петербурга» (2004).
- Почётная грамота Министерства культуры РФ (2018).